# Mars 4NM et 5NM
Mars 4NM et Mars 5NM sont des projets de mission de retour d'échantillons de sol martien étudiés par les ingénieurs soviétiques du bureau d'études Lavotchkine dans les années 1970. Les sondes soviétiques, lourdes, commandées à distance et automatiques devaient être lancées, après 1973 selon les plans de 1970, par la fusée soviétique lourde N-1, qui n'a jamais volé avec succès. Le projet fut annulé en 1974.
En 1970, l'Union soviétique a commencé la conception des missions Mars 4NM et de Mars 5NM comme sondes spatiales automatiques super-lourdes.

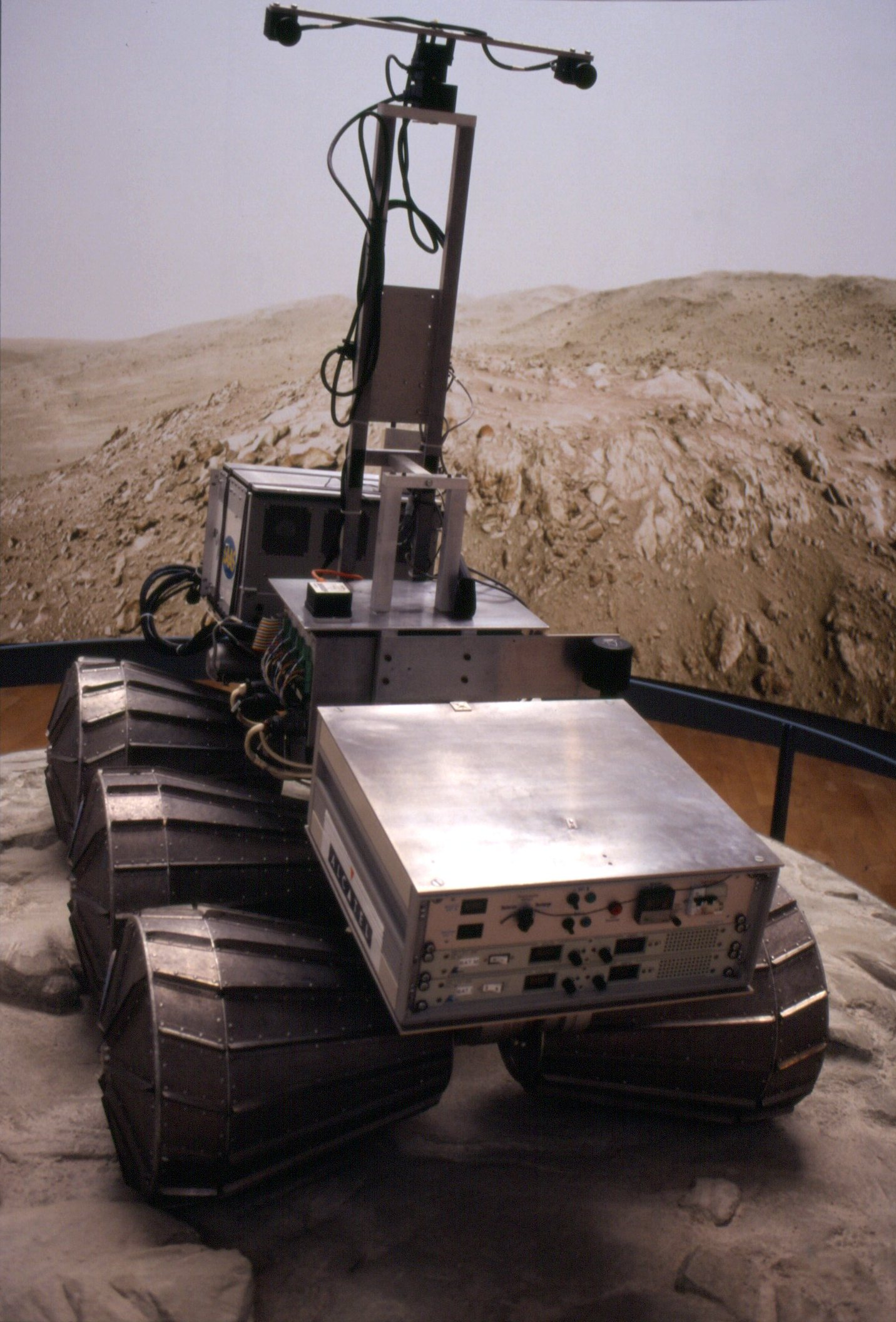
LAMA, robot d'étude réutilisant un châssis Marsokhod.

La première mission, Mars 4NM, servirait de précurseur à la seconde : elle aurait déployé le rover Marsokhod à la surface, tandis que la seconde, Mars 5NM, effectuerait la mission de retour d'échantillons vers la Terre. Selon le calendrier initial établi en 1970, Mars 4NM/Marsokhod aurait été lancé en 1973 et Mars 5NM, la mission de retour d'échantillons martiens, en 1975.
Un robot d'étude, Lama, a été conçu avec un châssis Marsokhod.